# Krivka (arie protejată)
Krivka (în ucraineană Кривка) este o arie protejată de tip botanic de importanță locală din raionul Storojineț, regiunea Cernăuți (Ucraina), situată la vest de satul Tișăuți. Este administrată de „Silvicultura Cernăuți”.
Suprafața ariei protejate constituie 13 hectare, fiind creată în anul 1979 prin decizia comitetului executiv regional. Statutul a fost atribuit conservării porțiunilor de pădure mixtă de fag și stejar.